# Tuaini ibne Saíde
Tuaini ibne Saíde Abuçaíde (em árabe: ثويني بن سعيد ال سعيد; romaniz.: Thuwaini bin Said al-Said; 1821–1866) também conhecido por Tueni, Sultão de Mascate e Omã (19 de outubro de 1856 – 11 de fevereiro de 1866) foi o terceiro sultão de Omã.
Majide ibne Saíde, o filho mais novo de Said bin Sultan, se tornou sultão de Omã após a morte de seu pai em 19 de outubro de 1856. No entanto, Tuaini, que era o irmão mais velho contestou sua ascensão ao poder. Após várias discussões entre ambos, foi decidido que Zanzibar e Omã se dividiriam em dois principados diferentes, e que Majide seria o Sultão de Zanzibar enquanto Tuaini governaria Omã.